# Mobergia angelica
Mobergia angelica är en lavart som först beskrevs av Stizenb., och fick sitt nu gällande namn av H. Mayrhofer & Sheard. Mobergia angelica ingår i släktet Mobergia och familjen Physciaceae.   Inga underarter finns listade i Catalogue of Life.